# Loeka-Rajkycultuur
De Loeka-Rajkycultuur (Oekraïens: Лука-райковецька культура, Loeka-rajkovetska koeltoera, Russisch: Лука-райковецкая культура, Loeka-rajkovetskaja koeltoera) is een Slavische vroegmiddeleeuwse archeologische cultuur die in de 7e-10e eeuw bestond aan de bovenloop van de Westelijke Boeg en de rechteroever van de Dnjepr. Ze ontwikkelde zich in 7e-8e eeuw uit de Kortsjakcultuur. Het gebied van de Loeka-Rajkycultuur valt grotendeels samen met dat van de voorafgaande Kortsjakcultuur, en omvat rechteroever-Oekraïne, Transkarpatië, en de aangrenzende regio's van Wit-Rusland, Moldavië, Bulgarije en Roemenië. Aan het einde van de 7e eeuw onderging de cultuur een grote instroom van bevolking uit het gebied van de Volyntsevocultuur. 
De cultuur werd in 1946 vernoemd naar de versterkte gord op het Loeka-veld nabij het dorp Rajky in het district Berditsjiv van de oblast Zjytomyr.

## Kenmerken
De meeste nederzettingen waren niet versterkt, met een bevolking die zich bezig hield met landbouw. In de 9e eeuw zag de opkomst van versterkte nederzettingen, zogenaamde gorden, die een ambachtelijke, commerciële en administratieve functie hadden.
Het aardewerk lijkt op het Praag-Kortsjak-keramiek in termen van materiaalsamenstelling, bakproces, vormmethode en assortiment van vormen. Het verschilt echter door de aanwezigheid van decoraties: plooien of inkepingen langs de rand, ingedeukte, ongelijk golvende of lineaire versieringen. In de loop van de cultuurontwikkeling was er een verandering in vaatwerk van zwak naar sterk geprofileerd, en van hoge vaten naar lagere en bredere. Het aardewerk werd oorspronkelijk handgevormd. Vanaf de 9e eeuw verscheen deels handgevormd vaatwerk waarbij de bovenkant op een pottenbakkersschijf opgedraaid werd, en vervolgens volledig op de pottenbakkersschijf gedraaid werk.
Begraving was meest in vlakgraven. Vanaf de 8e eeuw nam het aandeel grafheuvels toe, die in de 9e-10e eeuw overheersten. De grafheuvels bevatten enkelvoudige graven.
Typerende sieraden zijn onder meer draad-slaapringen, kleine antropomorfe broches, hoefijzerbroches, gegoten driehoornige maanhangers, maanoorbellen met druifvormige hangers, versierd met granules, hangers met belletjes, sierplaten, gegoten armbanden en armbanden gemaakt van gefacetteerd draad, ringen, ijzeren gespen en glaskralen.

## Etniciteit
De Kortsjakcultuur, de voorloper van de Loeka-Rajkycultuur, wordt in verband gebracht met de  Doeleben, die worden beschouwd als de voorouders van de Volyniërs, Drevljanen, Dregovitsjen en, mogelijk gedeeltelijk, de Poljanen. Deze stamverbanden worden beschouwd als dragers van de Loeka-Rajkycultuur. In de 10e eeuw werden ze deel van het Kievse Rijk.